# Pablo Xuan Manzano Rodríguez
Pablo Xuan Manzano Rodríguez, španski pisatelj, jezikoslovec, učitelj, * 22. julij 1948, L'Entregu.
Manzano je učenjak sodobne asturijščine (asturleonščine).
Rodil se je v Asturiji. Diplomiral je na Univerzi v Oviedu, nato je začel poučevat v rojstnem mestu. Pozneje je deloval v Gijónu, Amievi in El Campuju, potem je bil zaposlen v gimnaziji v Sotrondiu.
Leta 1984 je postal član Asturijske jezikovne akademije, ki jo zastopa v Svetu asturijskih občin.
Od 2002 uči asturijščino in kulturo v Združenih državah Amerike, kjer v vsakem letu praznujejo Dan asturijske književnosti.
Vodi tudi jezikovne tečaje, ki jih organizira asturijska akademija od 80-ih let 20. stoletja. Manzano je predsednik teh tečajev. Poleti ima tečaje na Univerzi v Oviedu in je tajnik izobraževalnih programov.
Tri leta je bil šolski koordinator ministrstva za pouk, kulturo in šport Asturije.
Kot predsednik vodi kolektiv Llingua y enseñanza (Jezik in pouk), v katerem so člani učitelji iz osnovnih in srednjih šol ter univerz.
Je avtor več člankov in razprav, ki so bili objavljeni v različnih časopisih in revijah, in, ki se ukvarjajo s poukom asturijščine ter izseljevanje iz Asturije.
Bil je ustanovni član društva Conceyu Bable, ki se, poleg asturijske akademije, ukvarja s standardizacijo in oživitvijo asturijščine. Manzano je imel pionirsko vlogo v normiranju sodobne asturijščine.